# Спонд, Анри де
Анри де Спонд (6 января 1568, Молеон — 18 мая 1643, Тулуза) — французский священник, правовед и духовный писатель.

## Биография
Анри де Спонд родился в семье королевского секретаря (протестантского вероисповедания), его крёстным отцом был будущий французский король Генрих IV. Учился сначала в протестантском колледже в Ортезе, где изучал богословие, древнегреческий и иврит. Завершил учёбу в Женеве в 1587 году и затем был королевским послом в Шотландии и Англии, а по возвращении изучал юриспруденцию. С 1589 года был юристом при парламенте Туры и рекетмейстером. 21 сентября 1595 года, через два года после короля и своего брата, перешёл из протестантства в католичество, 7 марта 1606 года во время пребывания в Риме был рукоположён в священники. В 1615 году был назначен папой Павлом V ревизором Апостольской пенитенциарии. В 1626 году стал епископом Пармье, активно занимаясь обращением местных протестантов в католичество. С февраля 1634 года, когда его здоровье начало ухудшаться, готовил своего племянника Жана себе в преемники, но тот скончался на несколько месяцев раньше него.
Главные его произведения: «Les Cimetières sacrés» (Бордо, 1596; Париж, 1600; переведено на латинский язык им же самим, Париж, 1638), «Annales ecclesiastici Baronii in epitomem reducti» (Париж, 1602), «Annales Sacri a mundi creatione usque ad ejusdem redemptionem» (Париж, 1637), «Annalium Baronii continuatio ab anno 1197 ad annum 1640» (Париж, 1639), «Ordonnances synodales» (Тулуза, 1630). Ему приписывается также сатирическое произведение «Le magot genevois» (1613).